# Strajk głodowy

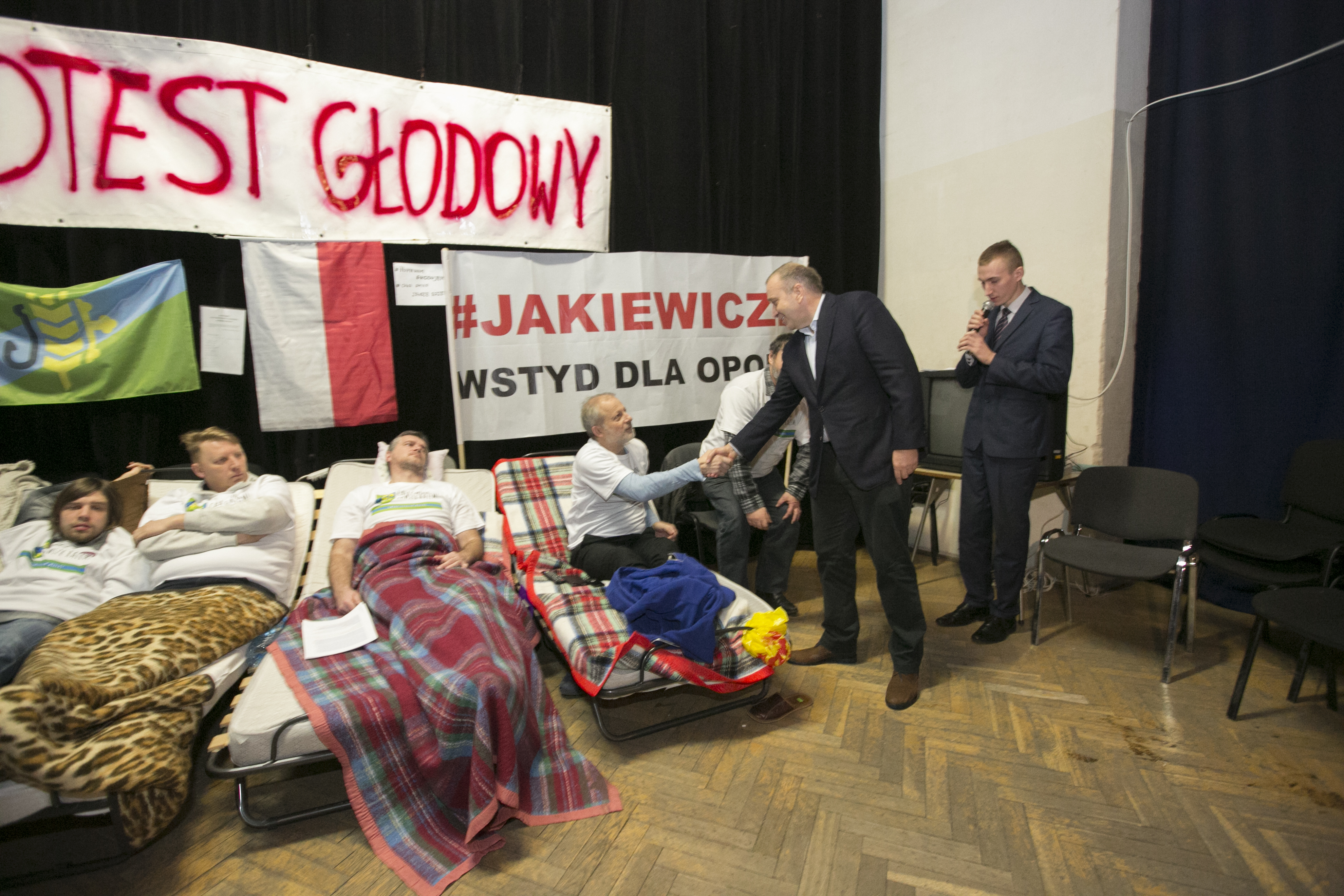
Protest głodowy w Polsce

Strajk głodowy, głodówka protestacyjna – forma strajku, w którym protestujący, chcąc wymusić ustępstwa, decydują się nie przyjmować pokarmów, ale godzą się na przyjmowanie płynów, czasami na opiekę lekarską. Ta forma strajku spotykana jest zarówno w przypadku protestów pracowniczych wobec kierownictwa firmy, jak również (rzadziej) w przypadkach, kiedy pewna grupa osób usiłuje wymóc na władzach państwowych korzystne dla siebie decyzje. Strajki głodowe zdarzają się również niekiedy w instytucjach takich jak więzienia, kiedy osadzeni domagają się poprawienia warunków odbywania kary, a także - bardzo rzadko - w koszarach, gdy odbywający zasadniczą służbę wojskową żołnierze decydują się na zbiorowy sprzeciw wobec swoich dowódców.
Jakkolwiek protest głodowy więźniów i żołnierzy może często skończyć się siłowym jego złamaniem, z dalszymi konsekwencjami karnymi włącznie, to w przypadku pracowników grożą im sankcje dyscyplinarne wynikające ze stosunku pracy, natomiast osoby protestujące w urzędach liczyć się muszą z interwencją służb miejskich i policji.
Skuteczność strajku głodowego zależna jest - oprócz determinacji strajkujących - od tego, na ile uda im się wciągnąć w swój protest media, czy ich protest zostanie dostrzeżony przez prasę, radio i telewizję. Przedłużanie głodówki ponad indywidualne granice odporności grozi ludziom decydującym się na ten krok konsekwencjami zdrowotnymi, wyczerpaniem organizmu, a nawet - w skrajnych przypadkach - głodową śmiercią.